# گوهرگون‌ها
گوهرگون‌ها (نام علمی: Pyrgomorpha) سردهٔ تایپ ملخ در خانواده گوهرملخان و تبار Pyrgomorphini است. گونه‌ها در جنوب اروپا، آفریقا و خاورمیانه تا هند و مغولستان یافت می‌شوند.